# Candida picinguabensis
Candida picinguabensis är en svampart som beskrevs av Ruivo, Pagnocca, Lachance & C.A. Rosa 2006. Candida picinguabensis ingår i släktet Candida, ordningen Saccharomycetales, klassen Saccharomycetes, divisionen sporsäcksvampar och riket svampar.   Inga underarter finns listade i Catalogue of Life.